# Košljun
Košljun, lok. čak. Mostir, je otočić u hrvatskom dijelu Jadranskog mora. Šumski je rezervat prirode i spomenik kulture.

## Zemljopis
Površina otočića Košljuna iznosi 0,072 km². Dužina obalne crte iznosi 1,08 km.
Najviša točka je 6 mnm.
Košljun se nalazi u neposrednoj blizini otoka Krka i pripada njegovom otočju. Točnije, nalazi se u zaljevu Puntarska draga između grada Krka i Punta.

### Administrativna pripadnost
Administrativno pripada području Grada Krka, iako je svakodnevno povezan s Puntom i od njega udaljen samo nekoliko stotina metara. Razlog tome je povijesni. Naime, Košljun je još od najstarijih vremena bio povezan s Krkom preko lokaliteta Mikul na poluotoku Prniba. Punat, iako je postojao u srednjem vijeku, značajnije se razvio i proširio tek u drugoj polovici 19. st. Osim toga i sam Punat je sve do konca 19. st. bio dijelom Grada Krka pa je Košljun, s obzirom na povijesno dugotrajniju povezanost s Krkom, formiranjem Općine Punat 1886. g. ostao dijelom matične jedinice.
Reformom teritorijalnog ustrojstva Republike Hrvatske 1992. g. otok Krk je ponovno podijeljen na sedam samoupravnih jedinica, ali je Košljun, premda u potpunosti usmjeren na Punat, ostao dijelom Grada Krka.

## Stanovništvo
Košljun je faktički naseljen otok jer na njemu, u franjevačkom samostanu, neprekidno živi nekoliko svećenika, franjevaca. Na Košljunu trenutno žive četiri redovnika. Ljeti broj franjevaca poraste jer na Košljun dođu franjevci iz drugih samostana na godišnji odmor.

## Podrijetlo naziva
Naziv Košljun dolazi od latinske riječi castellum, što znači dvorac, utvrda. Iz te su riječi nastali brojni nazivi naselja i lokaliteta na jadranskoj obali (Kaštela, Kastav...), što ukazuje kako se riječ kroz povijest mijenjala u različitim oblicima. Za Košljun postoje mnogi različiti oblici tog naziva kroz povijest, neki od njih su: Castillio, Castigion 1481. g., Cassgliun, Cassion, Cursion, Corsion 1520. g.

## Legenda o nastanku otočića
Prema lokalnoj legendi nekada je cijela Puntarska draga bila polje koje su obrađivala dva brata od kojih je jedan bio slijep. Iako su oni zajedno obrađivali zemlju, prilikom podjele ljetine brat je prevario svog slijepog brata. To je izazvalo Božju srdžbu pa je Bog potopio morem čitavo polje, a sačuvao jedino kuću slijepog brata s manjim okolnim posjedom.
Iako legenda, ipak postoje neke činjenice koje ukazuju da postojanje upravo takve legende nije slučajno. Naime, na ulazu u Puntarsku dragu more je vrlo plitko. Sve do konca 19. st. ulaz u dragu je bio toliko plitak (oko 2 metra) da u uvalu nisu mogli ući parobrodi niti veće brodice, dok 1892. g. ulaz nije produbljen. Moguće je da je legenda toliko stara da potječe iz vremena kada je more doista poplavilo Puntarsku dragu pred nekoliko tisuća godina. Osim toga, još i danas se u moru u dragi nalaze dugački suhozidi čijeg se postanka nitko ne sjeća i za koje još uvijek nema objašnjenja tko ih je i kada napravio.
U vezi sa spomenutim suhozidima je još jedna zanimljiva lokalna legenda. Naime, starije generacije Puntara, Krčana (lok. čak. Vejana) i Kornićara pamte priče svojih predaka prema kojima su redovnici s Košljuna za vrijeme oseke pješke išli od Košljuna do lokaliteta Sveti Mikul na poluotoku Prnibi. Pri tome su hodali po jednoj od spomenutih podmorskih suhozida, a more im je bilo do koljena. Doista, u vrijeme oseke plovni put na tom području je prilično ograničen za brodice s gazom većim od 1,5 metra upravo zbog spomenutog suhozida pod morem.

## Povijest
Prema Teofilu Velniću u rimsko doba na Košljunu je bila villa rustica vjerojatno nekog imućnog građana obližnjeg velikog grada Curicte (danas grad Krk). Na to ukazuju dva nadgrobna kamena iz toga doba koji se čuvaju u košljunskom lapidariju. Na jednom se spominju Eutih i njegova supruga Primula, a na drugom Lucius Ursus i supruga Secunda. Iako su ti kameni spomenici na Košljun možda donijeli benediktinci, ipak da je Košljun doista bio nastanjen još u rimsko doba upućuje i njegov naziv romanskog porijekla. Osim toga kraj kule se nalazi i dio rimskog zida koji upućuje na postojanje utvrde radi koje je Košljun vjerojatno i dobio naziv. Postoje tvrdnje da je nakon rimskih obitelji na Košljunu živjelo i nekoliko pustinjaka, ali za to nema konkretnih dokaza.
Iz dugog razdoblja nakon Rimljana nema sačuvanih ostataka niti podataka o naseljenosti otočića. Tek u 11. st. na temeljima nekadašnje rimske vile benediktinci podižu samostan svete Marije od kojeg je sačuvana samo romanička kula visoka 12,5 metara, ponad kapele sv. Bernardina. To je ujedno i najstarija sačuvana građevina na Košljunu koja je služila benediktincima kao sklonište u slučaju gusarskih napada.  Najstariji poznati benediktinac bio je opat Ivan koji se spominje 1186. godine. Zatim se spominju još i opat Vid (1331. g.), Franjo (1350. g.), Hugolino (1355. g.), Nikola (1361. g.), Gvilelmo (1374. g.) Hrisogen (1389. g.), ponovno Franjo (1369. g.), a posljednji regularni opat bio je Dominik (1410. – 1437. g.). Koliko je redovnika bilo istovremeno na otoku, nije poznato. Naposljetku je samostan na Košljunu pripojen drugom benediktinskom samostanu, Svetog Mihovila u Krku. Benediktinci su bili glagoljaši i misili su na hrvatskom jeziku iz glagoljskih misala. Vjerojatno je i poznati Kločev glagoljaš s početka 11. st., jedan od najstarijih izvora za staroslavenski jezik i jedini ostatak kodeksa pisanog oblom glagoljicom u Hrvatskoj, bio napisan upravo u benediktinskoj opatiji sv. Marije na Košljunu.
Nakon odlaska benediktinaca, krčki knezovi Martin i Ivan Frankapan, 1447. g. dovode na zapušteni Košljun franjevce, a njihov postupak je 5. ožujka 1447. g. potvrdio i sam papa Nikola V. bulom. U početku su se franjevci služili benediktinskom crkvom sv. Marije od uznesenja, a koju su kasnije pretvorili u kapelu sv. Bernardina.  1486. g., uz veliku pomoć posljednjeg krčkog kneza koji je vladao otokom Krkom, Ivana VII. Frankapana i njegove kćeri Katarine, franjevci grade današnju središnju crkvu Navještenja Marijina koja je dovršena tek 14. listopada 1523. g. Katarina je oporukom donirala 1000 dukata za dovršenje crkve.
U vrijeme mletačke vladavine (1480. – 1797. g), franjevački je samostan uživao njezinu zaštitu, npr. u pogledu zabrane sječe šume na otočiću i u pogledu uzdržavanja franjevaca na račun krčke gradske blagajne. Međutim, krajem 18. st. venecijanska se politika prema košljunskim franjevcima promijenila te su im zabranili primati novake i zaređivati svećenike.
Tijekom 17.,18. i prve polovine 19. st. bratovština Bezgrešnog Začeća vodila je na Košljunu posujilnicu, oblik banke. Glavne obitelji koje su brinule o njoj bile su plemićke obitelji iz Krka Cikuta, Bonmartini, De Nave, Celebrini, Udina i druge. Zahvaljujući posujilnici mnoge obitelji su uz male kamate imale veliku pomoć u teškim vremenima.
Kroz stoljeća je broj redovnika na Košljunu značajno varirao, od dvadesetak do samo dva u vrijeme austrijske vlasti nad otočićem. Ipak u to vrijeme je na Košljunu, u razdoblju od 1894. do 1928. g. djelovala Franjevačka gimnazija, zahvaljujući čemu je bio važno obrazovno središte Sjevernog Jadrana. To je bila prva hrvatska gimnazija u tadašnjoj austrougarskoj pokrajini Istri dio koje je bio i otok Krk.
Nakon raspada Austro-Ugarske Monarhije po Prvom svjetskom ratu, uslijedilo je dvogodišnje nesigurno razdoblje na otoku Krku zbog talijanskih iredentističkih težnji. Tako su 27. prosinca 1920. g. arditi talijanskog fašističkog vođe Gabriela d'Anunnzija došli na Košljun te pretukli i svezali zatečene franjevce, a nekoliko ih i odveli u Krk. Pri traganju za oružjem odnosno za frankopanskim blagom razvalili su i grob Katarine Frankapan.

## Znamenitosti
Košljun je najpoznatiji po franjevačkom samostanu koji se nalazi na njemu već oko šest stoljeća. Osim samostana na otočiću su i muzej, dvije crkve, Navještenja Marijina i svetog Bernardina te tri kapelice: Sv. Porođenja, Sv. Križa (sv. Jerusolima) i Sv. Franje.
Na zapadnoj strani otočića je mali porat, lučica kojom dominira lik svetog Franje s vukom, a koji je najčešći prikaz tog sveca koji je ujedno i osnivač franjevačkog reda.
Najbliži portiću je muzej s etnografskom zbirkom čiju postavu pretežno sačinjavaju razni alati korišteni u poljoprivredi na Krku u starije doba, otočne narodne nošnje te numizmatička zbirka.
Nad ulazom u samostan je franjevački pozdrav "Mir i dobro" napisan glagoljicom te četiri grba: franjevački, raniji i kasniji grb Frankopana, a u sredini je hrvatski šahirani grb. U atriju samostana je velika cisterna za vodu (lok. čak. "gušterna") te zbirka školjaka i prepariranih životinja.
Franjevački samostan je najpoznatiji po bogatoj knjižnici od oko 30 000 knjiga. Neke od njih datiraju još iz doba osnivanja samostana. Najstarija inkunabula je iz 1471. g. Tu je i jedan od samo tri preostalih primjerka prvog Ptolomejevog atlasa koji je izdan u Veneciji 1511. godine. Uz samostan je i staro groblje lokalnih redovnika.
Neposredno do samostana je crkva Navještenja Marijina dovršena 1523. g., a podignuta na temeljima prethodne benediktinske crkve. Nad oltarom je djelo Francesca Ughetta iz 1654. g., slika na platnu široka 10, a visoka 4,6 metara, a na slici su prikazani raj, čistilište i pakao. Na samom oltaru je poliptih Girolama da Santa Crocea iz 1535. g. Uz svetog Kvirina, zaštitnika grada Krka, likovi svetog Ivana Krstitelja i svete Katarine prikazani su kao Ivan VII. Frankapan i njegova kći Katarina Frankapan.
Nedaleko crkve Uznesenja Marijina nalazi se i crkva Svetog Bernardina u koju je smješten stalni postav sakralne umjetnosti. Izgradili su ju benediktinci, a kada su na Košljun došli franjevci, obnovili su ju i posvetili svetom Bernardinu, obnovitelju franjevačkog reda. U crkvici je vrijedan triptih za kojeg se smatra da je djelo Luke della Robie iz 15. st.
U crkvi se čuva i prema vjerovanju čudotvorno Raspelo iz 16. st., a koje je zapravo iz kapelice svetog Jerusolima. Uz njega je vezan čudesni događaj iz godine 1723. Samostanski vikar, o. Jerko iz Vrbnika, pošao je služiti sv. Misu u kapelu sv, Jerusolima i na svoje veliko iznenađenje vidio je da sveto Raspelo lije iz očiju obilne suze, a ispod trnove krune izlazi obilan znoj. Dokaz izvanrednog štovanja Raspela iz sv. Jerusolima je i da su se u razdobljima velikih suša običavale organizirati pokorničke procesije po Krku upravo s ovim Raspelom. Drugo, manje raspelo pronađeno je u Vrbniku, a smatra se da je iz 12. st.
Kroz šumovit otočić prolazi i križni put u okviru kojega je i kapelica svetog Jerusolima. Postaje križnog puta raspoređene su u obliku tlocrta Jeruzalema. Na zidovima kapelice su freske koje je 1976. g. izradio Bruno Bulić.
U kapelici Porođenja su jaslice koje se prvi put spominju 1651. g. Hrvatska pošta je 1991. g. izdala poštansku marku s prikazom košljunskih jaslica.
Kapelica svetog Franje spominje se prvi put 1654. g. U njoj je lik svetog Franje u trenutku preminuća. U novije vrijeme i ovu je kapelicu Bruno Bulić ukrasio freskama.

## Posjet Košljunu
Košljun je važan dio turističke ponude otoka Krka. Još je 1886. g. franjevački samostan poslao preko krčkog biskupa molbu tadašnjoj vladi za potporu u svrhu restauracija jer svaki tjedan turisti posjećuju otočić.
Na Košljun se može doći tijekom čitave godine koristeći uslugu taxi brodica (tradicionalno "barkarijoli") koje kreću iz Punta. Ljeti je povezanost s Puntom vrlo česta, u sat vremena na Košljun pristane nekoliko brodica. U to vrijeme postoji veza i s Krkom.
Na Košljunu nije dozvoljeno kupanje, osim za redovnike na malenom, zatvorenom dijelu obale. Zahtijeva se prikladna odjeća.
Boravak u samostanu je moguć za polaznike duhovne obnove koje uglavnom vode franjevci, ako je višednevni boravak predviđen planom duhovnih vježbi.
Ljeti se u atriju samostana održavaju vrlo posjećeni koncerti klasične i sakralne glazbe, organizirani u okviru "Krčkih večeri".
Svake nedjelje i za blagdane u crkvi Navještenja Marijina slavi se sveta misa u 9:30 sati.

## Flora i fauna
Fra Bernard Barčić je pisao o flori otoka Košljuna, zabilježivši 540 vrsta zelenih biljaka koje je razvrstao u 111 porodica, te je pronašao 151 vrstu gljiva iz 33 porodice.

## Zanimljivosti
- Na vrlo malenom otočiću Košljunu registrirano je čak 540 vrsta biljaka i gljiva.[21]
- U atriju samostana je ostatak nadgrobne ploče posljednjeg Frankopana vladara otoka Krka, Ivana VII. Frankopana, iako se ne može potvrditi da li je on tu i pokopan. Na ploči ne piše njegovo ime nego odsječena glava simbolizira njegovo ime, a frankopanski grb njegovo prezime. Razlog tome je što je Mletačka Republika bila zabranila obilježavanje njegovog imena.[22]
- Na Košljunu, u crkvi Navještenja Marijina, je pokopana kćer Ivana VII. Frankopana, Katarina, čijom je ostavštinom ta crkva i dovršena. Originalna nadgrobna ploča danas je kraj ulaza u crkvu, a njezini ostatci nalaze se pod drugom pločom na označenom mjestu.[23][24]

## Galerija
- Fotografije na službenim internetskim stranicama franjevačkog samostana Navještenja Marijina Košljun  Arhivirana inačica izvorne stranice od 6. ožujka 2010. (Wayback Machine)

## Vanjske poveznice
- Službene internetske stranice franjevačkog samostana Navještenja Marijina na Košljunu  Arhivirana inačica izvorne stranice od 18. studenoga 2011. (Wayback Machine)
- Turistička zajednica Općine Punat  Arhivirana inačica izvorne stranice od 7. ožujka 2016. (Wayback Machine)
- Turistička zajednica Grada Krka
- Turistička zajednica otoka Krka o Puntu i Košljunu  Arhivirana inačica izvorne stranice od 15. travnja 2010. (Wayback Machine)
- Javna ustanova Priroda  Arhivirana inačica izvorne stranice od 19. veljače 2014. (Wayback Machine)